# غابة رورايما الوطنية
غابة رورايما الوطنية (بالبرتغالية: Floresta Nacional de Roraima) هي غابة وطنية في ولاية رورايما، البرازيل.